# 園田実
園田 実（そのだ みのる、1884年4月4日 - 1937年10月8日）は、日本の海軍軍人。最終階級は海軍少将。男爵。

## 経歴
東京出身。男爵・園田安賢の二男として生まれる。1906年11月、海軍兵学校（34期）を優等で卒業し、翌年12月に海軍少尉任官。海軍砲術学校高等科学生、海軍大学校乙種学生として学び、「摂津」分隊長、軍令部出仕、練習艦隊参謀、「比叡」分隊長などを経て、1918年11月、海軍大学校（甲種16期）を卒業。以後、軍令部参謀、兼海大教官、兼海軍教育本部員（第二部）を経て、1921年4月、英国大使館附武官補佐官に発令されロンドンに赴任し、1923年6月まで在任した。
1923年10月、軍令部出仕となる。1924年2月、｢平戸」副長に就任し、軍令部出仕を経て海大教官に異動。1925年1月31日、父の死去に伴い男爵を襲爵した。1926年12月、海軍大佐に昇進。その後、軍令部出仕、軍令部参謀（第3班第6課長）を経て、1929年12月、「北上」艦長に就任。1930年10月20日、特別大演習における夜間演習で航続していた「阿武隈」が「北上」の左舷中央部に衝突し損傷を受けている。同年12月、横須賀鎮守府付に異動。
1931年2月、「榛名」艦長に就任。軍令部出仕を経て、1932年3月、「長門」艦長となる。1932年12月、海軍少将に進級し海大教頭に異動。1933年11月、横須賀鎮守府参謀長、さらに、1934年9月、海軍省教育局長に着任。1935年3月、軍令部出仕となり、待命を経て1936年7月、予備役に編入された。翌年10月に死去。

## 年譜
- 1906年（明治39年）11月 - 海軍兵学校卒業（34期）
- 1907年（明治40年）12月 - 海軍少尉任官
- 1918年（大正7年）11月 - 海軍大学校卒業（甲種16期）
- 1925年（大正14年）1月31日 - 男爵位を襲爵
- 1926年（大正15年）12月 - 海軍大佐に昇進
- 1932年（昭和7年）12月1日 - 海軍少将及び海軍大学校教頭
- 1933年（昭和8年）11月15日 - 横須賀鎮守府参謀長
- 1934年（昭和9年）9月20日 - 海軍省教育局長
- 1935年（昭和10年）3月15日 - 軍令部出仕
- 1937年（昭和12年）10月8日歿
- 艦長歴 - 北上、榛名、長門

## 親族
- 父・園田安賢（1850年生）- 警視総監、北海道庁長官、男爵[3]。
- 妻・園田八千代（1891年生）- 東郷平八郎の二女[3]。
- 姉・タツ（1880年生）- 初代小樽区長金子元三郎に嫁ぐ[3]。
- 弟・滋（1887年生）- 叔父・園田雄吉の妻・ヒナの養子となる。
- 弟・進（1889年生）- 農学士。熊本県、水田家の養子となる。
- 妹・冨美子（1899年生）- 第一ホテル創業者土屋計左右に嫁ぐ[3]。
- 長男・園田耠一（1919年生）- 大阪商船に勤め、1945年3月にせつ子と入籍。
- 次男・園田忠男（1921年生）- 1945年8月15日に特攻隊隊長として出撃予定であったが玉音放送により中止に。17日朝に自決[4]。
- 三男・園田信男（1925年生）